# 1349
Пізнє Середньовіччя •  Реконкіста •  Ганза •  Авіньйонський полон пап •  Монгольська імперія •  Чорна смерть •  Столітня війна

## Геополітична ситуація
Імператором Візантії є Іоанн VI Кантакузин (до 1354). Карл IV Люксембург має титул короля Німеччини. У Франції править Філіп VI Валуа (до 1350).
Апеннінський півострів розділений: північ належить Священній Римській імперії, середню частину займає Папська область, південь належить Неаполітанському королівству. Деякі міста півночі: Венеція, Піза, Генуя тощо, мають статус міст-республік. Триває боротьба гвельфів та гібелінів.
Майже весь Піренейський півострів займають християнські Кастилія і Леон, Арагонське королівство та Португалія, під владою маврів залишилися тільки землі на самому півдні. Едуард III королює в Англії (до 1377), Магнус Еріксон є королем Швеції (до 1364), а його син Гокон VI — Норвегії (до 1380), королем Польщі — Казимир III (до 1370). У Литвіі княжить Ольгерд (до 1377).
Руські землі перебувають під владою Золотої Орди. Триває війна за галицько-волинську спадщину між Польщею та Литвою. Польський король Казимир III захопив Галичину.
В Києві править князь Федір Іванович. Ярлик на володимирське князівство має московський князь Симеон Гордий (до 1353).
Монгольська імперія займає більшу частину Азії, але вона розділена на окремі улуси, що воюють між собою. У Китаї, зокрема, править монгольська династія Юань. У Єгипті владу утримують мамлюки. Мариніди правлять у Магрибі. Делійський султанат є наймогутнішою державою Індії. В Японії триває період Муроматі.
Цивілізація майя переживає посткласичний період. Почали зароджуватися цивілізації ацтеків та інків.

## Події
- Польський король Казимир III Великий заволодів Галичиною, зокрема Львовом, і частиною Волині.
- Чорна смерть лютує у всій Європі, добравшись до північної Норвегії. Епідемію супроводжують єврейські погроми.
- Англійський король Едуард III видав розпорядження щодо робітників, яким фіксував заробітну плату, зобов'язав працювати всіх до 60 років, заборонив переманювати робітників. Необхідність врегулювання виникла через нестачу робочої сили внаслідок епідемії.
- Карла IV Люксембурга повторно обрано королем Німеччини й короновано в Аахені.
- Угорські війська відбили спробу Людовіка Терентського відвоювати Неаполітанське королівство.
- Папа римський Климент VI засудив флагелянство як єресь.
- Утворено Морейський деспотат.
- На з'їзді сербської знаті в Скоп'є затверджено Законник Стефана Душана.
- Землетрус сильно пошкодив римський Колізей.